# Landelijke fietsroute 51
De Kempenroute of LF51 was een LF-route in Nederland en België tussen Eindhoven en Antwerpen, een route van ongeveer 110 kilometer. Het fietspad kreeg haar naam door de streek waar ze doorheen liep, de Kempen.  